# Syndrome de douleur post-herniorraphie
Le syndrome de douleur post-herniorraphie, ou inguinodynie est une douleur ou inconfort subsistant plus de 3 mois après une chirurgie de la hernie inguinale. Les tests cliniques ont permis d'identifier que le taux de douleur chronique de l'aine (> 10 %) dépasse celui de la récidive (< 2 %) et est une mesure importante du succès. Ce risque est la raison principale pour laquelle opérer une hernie inguinale asymptomatique n'est plus recommandé aujourd'hui,.

## Le problème
La douleur chronique de l'aine est potentiellement invalidante avec des névralgies, paresthésies, hypoesthésies, hyperesthésies. Les patients peuvent se retrouver incapables de travailler, ont des activités physiques et sociales limitées, des troubles du sommeil et une détresse psychologique. La douleur post-opératoire de la hernie inguinale est un problème méconnu et difficile pour de nombreux chirurgiens, et aux États-Unis, 5-7 % des patients qui en souffrent engagent des poursuites judiciaires.

## Incidence
L'incidence précise est difficile à déterminer, le ressenti de la douleur pouvant être en partie variable. On l'estime souvent de 10 % à 20 %. Une  série prospective de Lichtenstein (419 patients) note qu'à 1 an de suivi, 19 % des patients ont de la douleur, 6 % avec un degré modéré ou sévère. Les prédicteurs de la douleur modérée ou sévère incluent : hernie récurrente, douleur à 1 semaine post-op, et douleur à 4 semaines post-op. Une étude écossaise de 4 062 patients identifie à 3 mois post-op une incidence de 43 % de douleur moyenne et 3 % sévère ou très sévère. Le groupe sévère et très sévère est associé avec le jeune âge ou le genre féminin.
L'utilisation d'une technique avec filet versus suture a aussi été discutée. Certains résultats suggèrent moins d'inguinodynie après Shouldice (suture) qu'après Lichtenstein (filet ciel ouvert) pour les hommes jeunes. D'autres études trouvent des résultats équivalents entre Shouldice et laparoscopie TEP. Il doit être rappelé que l’expérience du chirurgien est cruciale pour les résultats, surtout après Shouldice ou laparoscopie (cœlioscopie), qui sont des gestes très techniques.

## Étiologie
La douleur neuropathique est une douleur dans la distribution sensorielle d'un nerf endommagé. Cela peut être dû à une blessure préexistante ou faite durant l'opération. Elle est souvent décrite comme poignardante et brûlante. La douleur nociceptive inclut la douleur somatique et viscérale. La douleur somatique peut être due à une inflammation chronique d'une blessure du tissu et est décrite comme étant mordante, tirante, et martelante. La douleur viscérale peut se manifester au niveau des testicules et de l'éjaculation, qui peut être associée avec la croissance du filet dans les structures du cordon spermatique.

## Prévention de l'inguinodynie

### Gestion des nerfs
Éviter le piégeage des nerfs et leur blessure est crucial. Le consensus actuel est que l'identification et la préservation routinière des nerfs est la meilleure méthode de prévention,,.
La transsection routinière des nerfs n'est pas une stratégie recommandée. Elle peut accroître des désordres sensoriels dans l'aire de distribution du nerfs transsecté.
Mais ne pas faire d'identification du tout est encore pire, et beaucoup de chirurgiens ne la font toujours pas. Par exemple, dans la pratique courante, les chirurgiens arrivent à identifier les trois nerfs inguinaux comme distincts dans moins de 40 % des cas, alors que les études montrent que cette identification peut être faite dans 70-90 % des cas. Une des difficultés est que le cours des deux nerfs ilioinguinal et iliohypogastrique sont conformes à ce qui est décrit dans les livres d'anatomie dans seulement 42 % des patients. Pour autant, finalement, ces variations anatomiques sont identifiables facilement.

### Filet (plaque)
La méthode de fixation a aussi été beaucoup débattue avec des résultats variables et peu de résultats concordants. Pourtant, la colle de fibrine semble avoir un léger avantage. Les types de filets prothétiques ont aussi été étudiés, suggérant un petit avantage pour les filets de poids léger sur ceux de poids lourd, et pour les filets biologiques sur les synthétiques.

### Sac herniaire
Le rôle de la ligature du sac herniaire a aussi été discuté. Quand la ligature et excision du sac sont omis, il y a moins de douleur de court terme,. Cependant, l'impact de long terme n'a pas encore été étudié.

## Évaluation et traitement

### Gestion non chirurgicale
L'évaluation et le traitement peuvent être délicats. Les examens et imageries pour prévenir des récidives occultes sont importants. Suivant cela, l'utilisation d'anti-inflammatoires, de blocages nerveux, neuromodulateurs et clinique de la douleur[pas clair] doivent être considérés. Sans récidive, l'intervention doit être reportée d'au moins un an car la douleur décroit avec le temps.

### Triple neurectomie et/ou retrait du filet
Si l’opération est choisie, retrait du filet +/- triple neurectomie peut être considérée, de petites études suggérant de bons résultats,,,. La plus grande serie, comprenant 415 patients, le plus souvent après Lichtenstein ou Shouldice, demontre des améliorations significatives suivant la triple neurectomie.
Cependant, la triple neurectomie standard ne traite pas d'une inguinodynie consécutive à une neuropathie du nerf génito-fémoral et du segment prépéritonéal de sa branche génitale. Mais l'extension de la triple neurectomie standard pour inclure le nerf génito-fémoral a donné de bons résultats, sur une petite série de 16 patients.
Le retrait du filet doit être considéré en dernier ressort. Les filets sont faciles à placer mais difficiles à enlever, à cause de leur incorporation dans le péritoine. Le retrait doit être fait par un chirurgien hautement spécialisé.

## Conclusion
La douleur chronique de l'aine est bien plus répandue que la récidive, et peut être moins fréquente et importante après une laparoscopie bien faite. La douleur se réduit souvent avec des mesures conservatives. Suivant une évaluation complète du patient et des essais de traitements non chirurgicaux, la chirurgie peut être considérée. Différents algorithmes de traitement existent avec des résultats prometteurs.